# Medina (gruppo musicale)
Medina è un duo musicale hip hop svedese formato nel 2003 da Sam-E (Sami Daniel Rekik) e Alibi (Ali Jammali).

## Storia del gruppo
Il duo Medina è nato nel 2003, quando Alibi, di origini tunisine, e Sam-E, tunisino di padre e finlandese di madre, si sono incontrati a Knivsta. Il loro sodalizio li ha portati a sviluppare uno stile musicale, da loro denominato haffla music, che combina l'hip hop con elementi della musica araba. Hanno acquisito notorietà grazie a due mixtape pubblicate l'anno successivo, che hanno fruttato loro un contratto con la Warner Music Sweden, su cui è uscito il loro singolo di debutto Magdansös.
La loro popolarità è aumentata all'inizio degli anni 2010 grazie ai singoli Där palmerna bor e Miss Decibel, certificati rispettivamente quintuplo e sestuplo disco di platino dalla IFPI Sverige. Miss Decibel è il loro maggior successo commerciale: ha infatti raggiunto la 2ª posizione nella Sverigetopplistan. Il singolo è incluso nell'album certificato disco d'oro Sista minuten, primo ingresso dei Medina nella classifica degli album, dove ha raggiunto il 15º posto. L'album successivo, Haffla avenyn, è arrivato alla 6ª posizione e ha anch'esso ricevuto un disco d'oro con oltre 10 000 copie vendute a livello nazionale.
Dopo un'interruzione del sodalizio fra il 2018 e il 2021, i Medina hanno fatto il loro ritorno come duo quando sono stati selezionati da SVT per partecipare al Melodifestivalen 2022, festival musicale che funge da selezione svedese per l'Eurovision Song Contest, con l'inedito In i dimman. Dopo aver superato la semifinale, hanno conquistato il podio nella finale, classificandosi al 3º posto.

## Discografia

### Album in studio
- 2005 – Fullblod
- 2007 – 7 dar
- 2008 – Mosh normal
- 2012 – Hayat
- 2013 – Sista minuten
- 2015 – Haffla avenyn
- 2022 – Höj den några decibel
- 2023 – Tropicalisera

### Mixtape
- 2004 – Rumble in Fiskayyet
- 2004 – Varsågod de e gratis vol. 1
- 2009 – Varsågod de e gratis vol. 2
- 2010 – Haffla Music vol. 1
- 2010 – Varsågod de e gratis vol. 1
- 2011 – Varsågod de e gratis vol. 2
- 2011 – Haffla Music vol. 2
- 2012 – Svarta tårar

### Singoli
- 2004 – Magdansös
- 2005 – Fortsätt gå
- 2012 – Där palmerna bor
- 2013 – Miss Decibel
- 2013 – Natten lång
- 2013 – Sista minuten
- 2014 – Se på mig nu
- 2014 – Doga doga (feat. Arash)
- 2015 – Marken under oss
- 2015 – Tills vi koolar
- 2015 – Vapenvila (feat. Dani M)
- 2022 – In i dimman
- 2022 – Nema problema
- 2022 – Säg nåt
- 2023 – Bon appetit
- 2023 – När krutet har lagt sig
- 2024 – Que sera
- 2024 – Om igen
- 2024 – När natten flyr
- 2025 – Genom eld & vatten